# Kyselina trimellitová
Kyselina trimellitová (systematický název kyselina benzen-1,2,4-trikarboxylová) je jedna ze tří benzentrikarboxylových kyselin.

## Izomery
- Kyselina hemimellitová (benzen-1,2,3-trikarboxylová)
- Kyselina trimesinová (benzen-1,3,5-trikarboxylová)